# The Lad from Old Ireland
Pour plus de détails, voir Fiche technique et Distribution.
The Lad from Old Ireland est un film américain, produit en 1910 par la compagnie Kalem, tourné en Irlande et réalisé par Sidney Olcott, avec lui-même et Gene Gauntier dans les rôles principaux.

## Synopsis
Las de trimer dans sa tourbière, Terence, un jeune paysan irlandais quitte son pays et Aileen, sa fiancée, pour aller faire fortune aux États-Unis. Débarqué à New York, il travaille dur sur les chantiers. On le retrouve quelques années plus tard riche et bien intégré à la société puisqu'il remporte une élection. Il a oublié son pays lorsqu'en décachetant une lettre venue d'Irlande, il apprend que sa fiancée est menacée d'expulsion pour ne pas avoir payé le loyer de son maison. Terence retraverse l'Atlantique et arrive à temps pour payer les arriérés et faire cesser l'expulsion. Il tombe dans les bras d'Aileen.

## Fiche technique
- Réalisation : Sidney Olcott
- Scénario : Gene Gauntier
- Production : Kalem
- Directeur de la photo : George K. Hollister
- Longueur : 1 005 pieds
- Date de sortie : 1910
- Distribution : General Film Company

## Distribution
- Sidney Olcott : Terence
- Gene Gauntier : Aileen, sa fiancée
- Thomas O'Connor : Murphy, l'agent du Landlord
- Jane Wolfe : Elsie Manson, l'héritière
- Agnes Mapes : une jeune Américaine
- Arthur Donaldson : le prêtre
- Laurene Santley : la grand-mère

## Autour du film

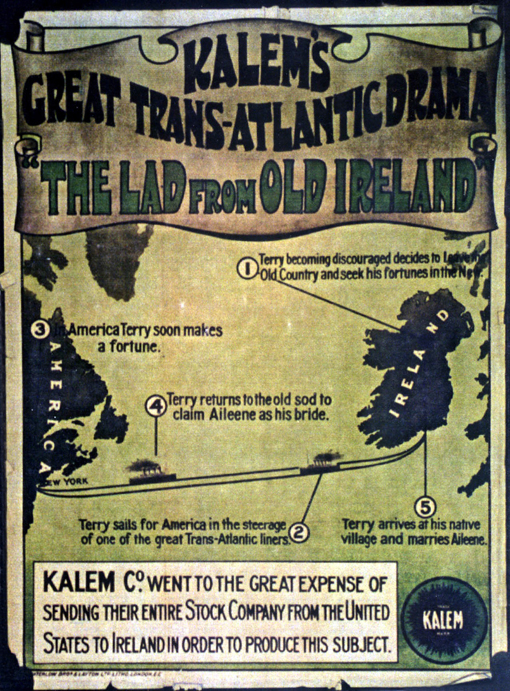
The Lad from Old Ireland, le premier film américain tourné sur deux continents.

Frank J. Marion, le patron de la Kalem décide, à l'été 1910, d'envoyer en Europe une petite troupe pour y tourner des films. Cette troupe comprend l'acteur réalisateur Sidney Olcott, son actrice vedette Gene Gauntier, baptisée la Kalem Girl (la fille de Kalem) et le caméraman George K. Hollister. La troupe débarque à Queenstown (aujourd'hui Cobh) puis s'installe à Cork. Olcott tourne dans la campagne environnante. Les scènes de train sont filmées à la gare de Stillorgan, près de Dublin. Celles de la tourbière près du col de Dunloe. D'autres à bord du paquebot SS Baltic lors de la traversée de l'Atlantique ainsi qu'à New York. Les scènes d'intérieur sont faites en studio, à New York. Du coup le curé et la grand-mère ne sont pas ceux qu'Hollister à filmer en Irlande. C'est Laurene Hollister qui double la grand-mère dans son lit mortuaire.
Dans sa publicité Kalem insiste sur le fait que c'est la première fois qu'un film américain est tourné sur deux continents.
Sidney Olcott réalise un deuxième film en Irlande, The Irish Honeymoon, prétexte à montrer à l'écran les beautés de l'île. La troupe se rend ensuite au Royaume-Uni, puis en Allemagne d'où elle ramène un troisième film, The Little Spreewald Maiden.
The Lad from Old Ireland rencontre un grand succès commercial. "Rien qu'à Londres, nous avons vendu 160 copies. Un record pour un film de mille pieds", se souvient William Wright, le trésorier de Kalem. Le film connaîtra une deuxième sortie en 1914.